# Elisabeth Nuijens
Elisabeth Maria Theresia Wilhelmina ("juffrouw Nuijens", "Bets", "Betsie") Nuijens (ook wel Nuyens) (Boxmeer, 2 november 1910 – Maastricht, 10 juli 2008) was een Nederlands historica en chartermeester. Zij was ruim dertig jaar lang verbonden aan het Rijksarchief in Limburg te Maastricht, waar zij als archivaris en auteur naam maakte met de inventarisatie van het omvangrijke negentiende-eeuwse archief van het Provinciaal Bestuur van Limburg en het weinig minder omvangrijke archief van het laat-middeleeuwse, in 1797 opgeheven, invloedrijke Kapittel van Sint Servaas te Maastricht.

## Biografische schets

### Familieachtergrond en jeugd
Elisabeth Nuijens, ‘Bets’ voor intimi, groeide op in een welgesteld, studieus, katholiek gezin in het Noord-Brabantse Boxmeer, waar haar vader tot 1930 als geneesheer werkzaam was. Als twaalfjarige ging zij naar 'Jerusalem', de kostschool van de zusters ursulinen in Venray, waar zij het toen vierjarige gymnasium (1922-1926) volgde. Na terugkomst in Boxtel heeft zij mogelijk enige tijd bij familie in Nijmegen gewoond. In elk geval behaalde zij daar in 1928 als achttienjarige het diploma stenografie volgens de methode van Isaac Pitman.
Het lijkt erop dat Betsie Nuijens tussen 1928 en 1932 een jaar of vier als secretaresse heeft gewerkt, mogelijk als rechterhand van haar drukbezette vader. Dr. Nuijens was niet alleen als geneesheer, maar ook bestuurlijk zeer actief in het verenigingsleven en de gemeentepolitiek, zowel in Boxmeer (1907-1930), als in Venray (1930-1936) en nadien in 's-Hertogenbosch. Maatschappelijke betrokkenheid kenmerkte ook haar in Sint Agatha geboren moeder. Deze gaf weliswaar bij haar huwelijk in 1906 aan zonder beroep te zijn, maar had in Uden als pensionaire op het pensionaat 'Nazareth' van de ursulinen op school gezeten en bij een dependance van dezelfde congregatie in Vught de kweekschool gedaan. Het feit dat mevrouw Nuijens-Hermans tussen 1926 en 1934 verschillende malen (mogelijk permanent) door de minister van Onderwijs, Kunsten en Wetenschappen werd benoemd tot een van de drie committeerden voor de staatsexamens aan de Rijks-, gemeente- en bijzondere kweekscholen voor onderwijzers in het district 's-Hertogenbosch afdeling VII, doet vermoeden, dat zij ervaring had als hoofd der school en ook na haar huwelijk een rol van betekenis speelde in het regionale onderwijsveld. Bij hun vijftigjarig huwelijksfeest in november 1956 werden Betsies ouders onderscheiden met (voor hem) de versierselen van ridder in de Orde van Oranje Nassau en (voor haar) de pauselijke medaille Pro Ecclesia et Pontifice.
Aandacht voor de minder bedeelde medemens werd Betsie Nuijens thuis met de paplepel ingegoten en zou haar karakter bepalen. Typerend was haar betrokkenheid bij de arme stadsjeugd. Als eerstejaars studente in Nijmegen plaatste zij in juni 1933 een ingezonden brief in Peel en Maas, het weekblad voor Venray en omgeving, waarbij ze de bevolking opriep tijdens de lange augustusmaand een of meer arme stadskinderen in huis te halen. Kinderen uit Nijmegen die behoefte hadden aan goed voedsel, frisse lucht en gezond buitenleven. 'Onder de oorlog hebben zoveel Duitsche en Belgische jongens en meisjes hier 'n heerlijke tijd doorgemaakt, zouden we voor onze eigen landgenooten minder gastvrij zijn?' In dezelfde lijn ligt een initiatief tot het oprichten in 1936 van een welpengroep in Venray.

### Opleiding en carrière
Op 9 oktober 1932 vertrok Elisabeth Nuijens als bijna 22-jarige naar Nijmegen, waar ze zich aan de Katholieke Universiteit Nijmegen (KUN) inschreef als student Klassieke Letteren (Geschiedenis) en kamers betrok aan de Museum-Kamstraat 54, iets ten noorden van de Berg en Dalseweg. In 1936 deed zij haar kandidaats, in 1939 haar doctoraal. Opmerkelijk is, dat zij ook een tweejarige studie theologie voor leken volgde, die zij eind 1939 met lof afsloot. Dit diploma 'theologie, maatschappelijke afdeling' verleende geen academische graad, maar het vak werd wel aan de KUN gedoceerd.
Na een korte periode thuis, nu in Den Bosch, vestigde Elisabeth Nuijens zich in 1940 met haar zeven jaar jongere zus Ria opnieuw in Nijmegen. Of ze in de volgende jaren een baan had, is niet bekend; mogelijk volontairde zij bij een archiefdienst. Ze studeerde in deze jaren namelijk voor het diploma 'chartermeester', met als doel een carrière als wetenschappelijk archiefambtenaar in het rijksarchiefwezen. Mogelijk is zij hiertoe geïnspireerd door haar oudere broer Frans, die haar op dit pad was voorgegaan en in de oorlogsjaren werkzaam was bij het Rijksarchief in Limburg te Maastricht. De postdoctorale studie voor chartermeester deed men formeel aan de Rijksarchiefschool, maar deze was in 1924 gesloten. Wel bestond nog steeds de mogelijkheid tot het afleggen van een staatsexamen. Het was nu een parttime studie die bestond uit het afleggen van tentamens in een aantal hulpwetenschappen zoals paleografie, heraldiek, zegelkunde en diplomatiek, en de bestudering van de 'Handleiding' en enkele dictaten. Daarnaast werkte men praktisch als volontair onder leiding van een mentor bij een archiefbewaarplaats.  De oorlogsomstandigheden maakten het echter niet eenvoudiger. In 1942 deed Elisabeth Nuijens in 's-Gravenhage het staatsexamen Hoger Archiefambtenaar 2e klasse. In maart 1944 volgde te Utrecht bij de hoogleraar Otto Oppermann het examen 1e klasse.

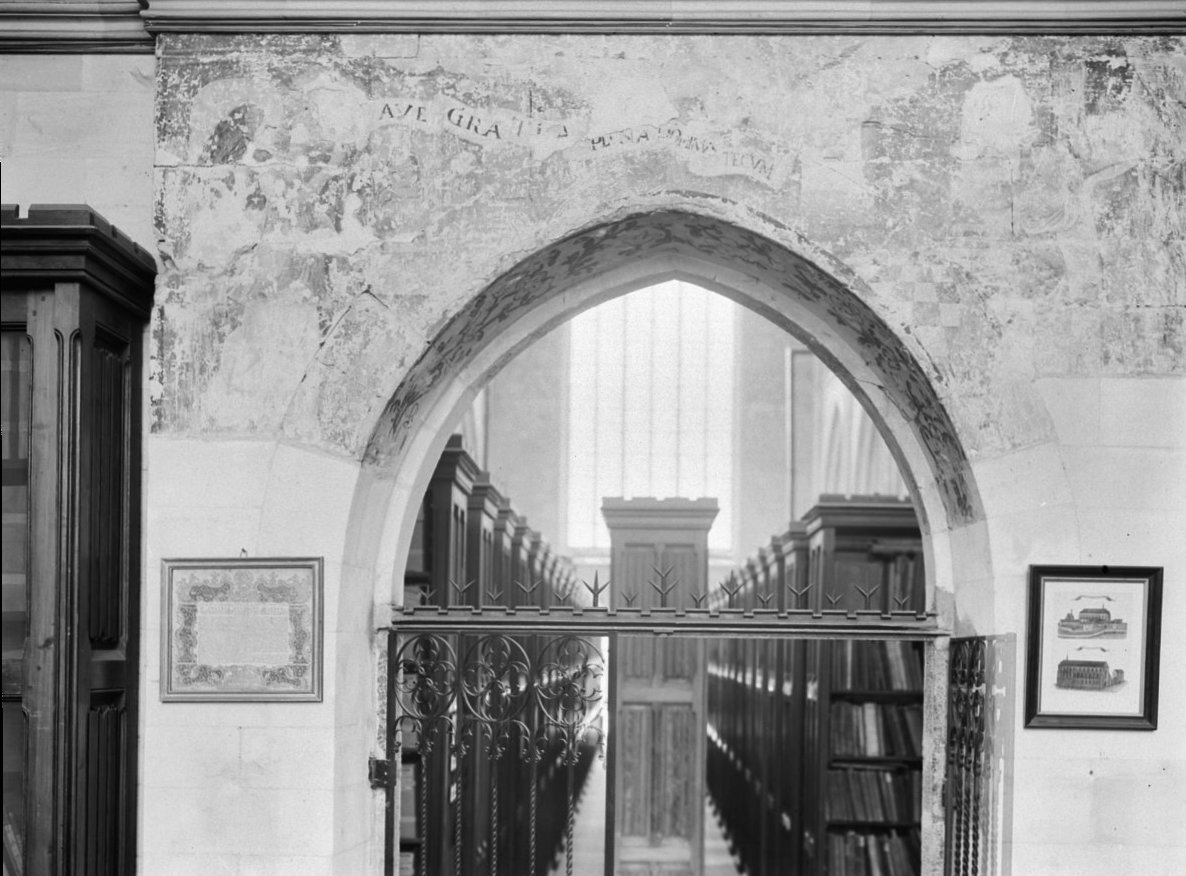
Interieur 1e Minderbroederskerk Maastricht in 1915, sinds 1881 in gebruik als Rijksarchief in Limburg

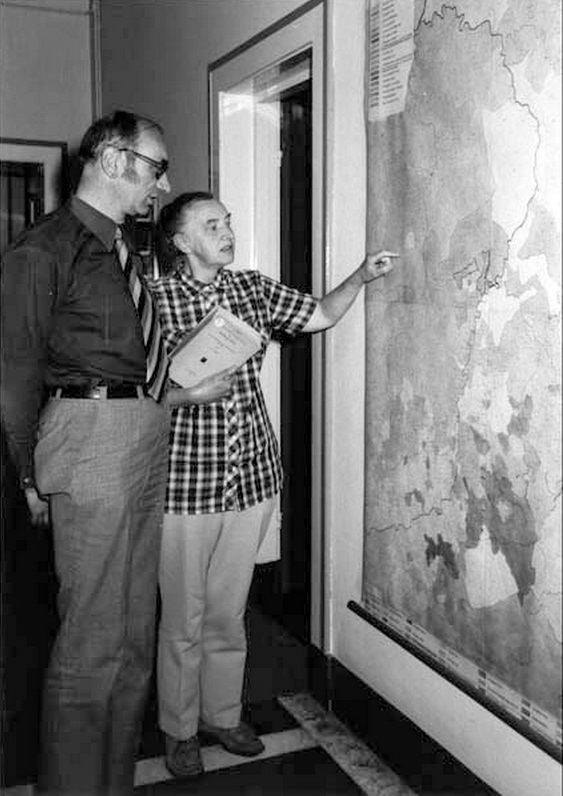
Met pater Munier in het RAL, 1975

Ten minste vanaf april 1944 was Elisabeth Nuijens als archiefambtenaar werkzaam bij het Rijksarchief in Limburg te Maastricht, waar haar broer chartermeester was. In deze periode kwamen archiefinventarissen tot stand voor de gemeenten Gronsveld en Rijckholt. Toen Frans Nuijens per 1 oktober 1946 werd benoemd tot directeur/stadsarchivaris bij de gecombineerde instelling Stadsbibliotheek en -archief Maastricht, werd zijn zus in 1947 met terugwerkende kracht op diezelfde datum benoemd tot tijdelijk chartermeester (commies), een jaar later gevolgd door een vaste aanstelling.
In rijksarchiefkringen heeft Elisabeth Nuijens naam gemaakt met de inventarisatie van twee omvangrijke archieven, die wel haar levenswerk mogen worden genoemd. Het begon in 1946 met de inventarisatie van het archief van het Provinciaal Bestuur van Limburg (1814-1913). Aan delen daarvan (tot 1861) was al eerder gewerkt, maar juffrouw Nuijens maakte er met de aanvullingen tot 1913 een samenhangend geheel van. Deze berg 'oud papier', waarvan de ordening, schifting en beschrijving haar acht jaar lang dagelijks zou bezighouden, leverde uiteindelijk, na vernietiging van overtollige stukken, ruim anderhalve strekkende kilometer (1.501,1 meter) geïnventariseerd archief op.
Na afronding van dit project nam zij in 1955 de (her)inventarisatie ter hand van het archief van het Kapittel van Sint Servaas te Maastricht en daarmee verbonden instellingen zoals de Proosdij, de Kamerhof en de Broederschap der kapelanen van Sint Servaas, de Stichting De Beyart en het Gasthuis van Sint Servaas. Deze inventarisatie moest enkele malen worden onderbroken, maar werd uiteindelijk in 1969 afgerond. Het resultaat was ruim zestig strekkende meter archief en 844 middeleeuwse, in Lexan geconserveerde oorkonden.
De met zoveel energie, vasthoudendheid en inzicht door juffrouw Nuijens doorgevoerde inventarisaties maakten voor het eerst systematisch onderzoek in deze omvangrijke en voor Limburg en Maastricht belangrijke verzamelingen mogelijk. Mede dankzij deze hulpmiddelen zijn in de afgelopen vijftig jaar ontelbaar vele artikelen, boeken en dissertaties op historisch, kunsthistorisch, politiek, kerkelijk, genealogisch en zelfs archeologisch gebied tot stand gekomen.
Een groot project uit later jaren was ook de meerdelige Historische atlas van Limburg en aangrenzende gebieden. Elisabeth Nuijens nam één deel van de staatkundige atlas voor haar rekening. Op de achtergrond verleende zij hand-en-spandiensten aan prof. dr. W. Munier, die de kerkelijke circumscriptie (= kerkelijke territoriale indeling) in Limburg beschreef.
In november 1956 promoveerde Elisabeth Nuijens in Nijmegen bij professor L.J. Rogier tot doctor in de Letteren en de Wijsbegeerte. Het onderwerp van haar dissertatie sloot aan op de inventarisatie van het zogenaamde Frans Archief (van het Departement Nedermaas), waaraan haar broer substantieel had meegewerkt, maar meer nog bij de inventarisatie die zijzelf in 1955 had afgerond. De dissertatie  droeg de titel: De staatkundige geschiedenis der provincie Limburg vanaf haar ontstaan tot aan haar uiteenvallen in 1839 en voorzag, begeleid door een atlas in folio met twaalf kaarten, in een zo grote behoefte, dat het boek niet alleen werd uitgegeven als dissertatie, maar tevens handelsedities kreeg in Nederlands- en Belgisch Limburg. Ze droeg haar studie op aan haar ouders, die een week later hun gouden bruiloft zouden vieren.
In 1957 werd Elisabeth Nuijens bevorderd tot chartermeester 1e klas, in juni 1966 tot hoofdchartermeester. In 1975 ging zij conform de toen geldende regels op 65-jarige leeftijd na ruim dertig jaar met pensioen.

### Overige activiteiten
Van 1948-1975 was Elisabeth Nuijens lid van de Vereniging voor Archivarissen. Als zodanig bezocht zij als (toen) een van de weinige vrouwelijke collega's in archiefland de landelijke vergaderingen van rijksarchivarissen. Van dergelijke vergaderingen werd verslag gedaan in het Archievenblad, een tien keer per jaar uitkomend vakblad. Dat de chartermeester uit Maastricht gevoel had voor humor en relativering, blijkt uit haar genotuleerde voorstel om de namiddagzitting van een vergadering in Alkmaar vanwege het mooie weer maar voort te zetten in de duinen (september 1954). Of dat er ook werkelijk van is gekomen, vermelden de annalen niet.
Nuijens was tevens tot haar pensioen lid van het Benelim-Convent, een in 1957 tot stand gekomen informeel contact voor archivarissen in Belgisch- en Nederlands-Limburg. De eerste bijeenkomst had in 1958 plaats in het café 'De Gouwe Poort' in Maastricht. Bij die gelegenheid spraken Jozef (Jos) Grauwels, rijksarchivaris in Hasselt (B), en 'juffrouw Nuijens, chartermeester te Maastricht', over de aantrekkelijkheid van het archivarisambt. Een verslag van die bijeenkomst vermeldt, dat Elisabeth Nuijens het beroep van archivaris bij uitstek geschikt achtte voor vrouwen, mits zij niet streefden naar een leidinggevende functie. Duidelijk is, dat zijzelf een eventuele benoeming tot rijksarchivaris niet ambieerde.

### Privéleven

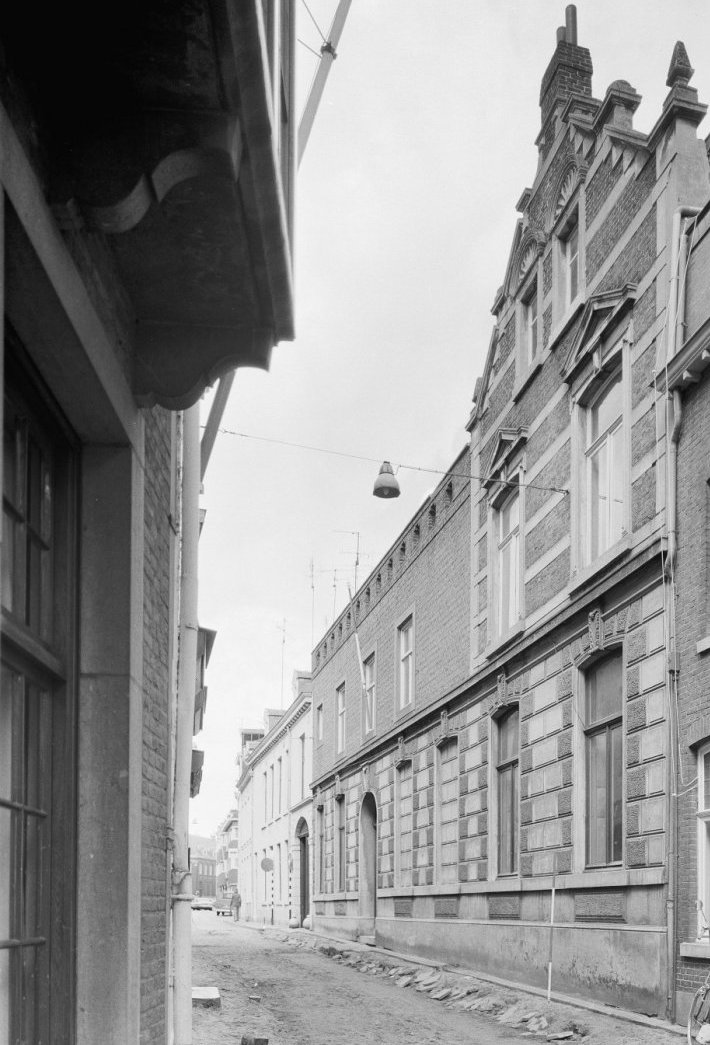
Gezicht op de Kapoenstraat in 1974. Rechts - deels witgeverfd - de gevels van het klooster van de Zusters Reparatricen

Elisabeth Nuijens bleef ongehuwd. Omstreeks 1946 vestigde zij zich in Maastricht op het adres Kapoenstraat 23. Daar lag - verscholen achter de achttiende-eeuwse bebouwing op de hoek van Kapoenstraat en Witmakersstraat - het bescheiden klooster van de Zusters reparatricen. Vlak bij het Vrijthof en op loopafstand van het Rijksarchief in de Sint Pieterstraat, woonde zij er in alle rust en deelde voor zover mogelijk de sobere levenswijze en het dagritme van deze beschouwende kloostercongregatie. Op het Rijksarchief bleef zij dertig jaar lang voor elke collega 'juffrouw Nuijens', steevast gekleed in pantalon of broekpak en onafscheidelijke stofjas. Ze besteedde haar vrije tijd en haar inkomen grotendeels aan het doen van goede werken.
Na haar pensionering werd Elisabeth Nuijens portierster bij de zusters en beantwoordde er de telefoon. Na de opheffing van het klooster in 1988, heeft zij nog kort zelfstandig gewoond aan het Sint Servaas Bolwerk. Toen zij hulpbehoevend werd, verhuisde ze naar het nabij gelegen woonzorgcentrum 'De Lenculenhof' aan de Abtstraat, totdat dit een grootscheepse verbouwing moest ondergaan. Haar laatste jaren bracht zij door in het verzorgingshuis 'De Zeven Bronnen', in de ver buiten het centrum gelegen wijk Amby. Daar stierf zij, bijna 98 jaar oud, op 10 juli 2008. Ze werd vanuit de Basiliek van Sint Servaas begraven op de Algemene Begraafplaats aan de Tongerseweg. Haar rouwadvertentie, bidprentje en een In Memoriam vermeldden haar abusievelijk als 'Dra. (=doctoranda)', in plaats van als 'Dr. (=doctor) Nuijens'. Dat is jammer, omdat niet elke jonge vrouw het zeventig jaar geleden bracht tot een academische promotie. Het is echter de vraag, of deze doctor in de Letteren en de Wijsbegeerte zich hier druk over zou hebben gemaakt. Het woekeren met haar talenten had zij van thuis uit meegekregen, maar ook een ingeboren bescheidenheid.

## Bibliografie

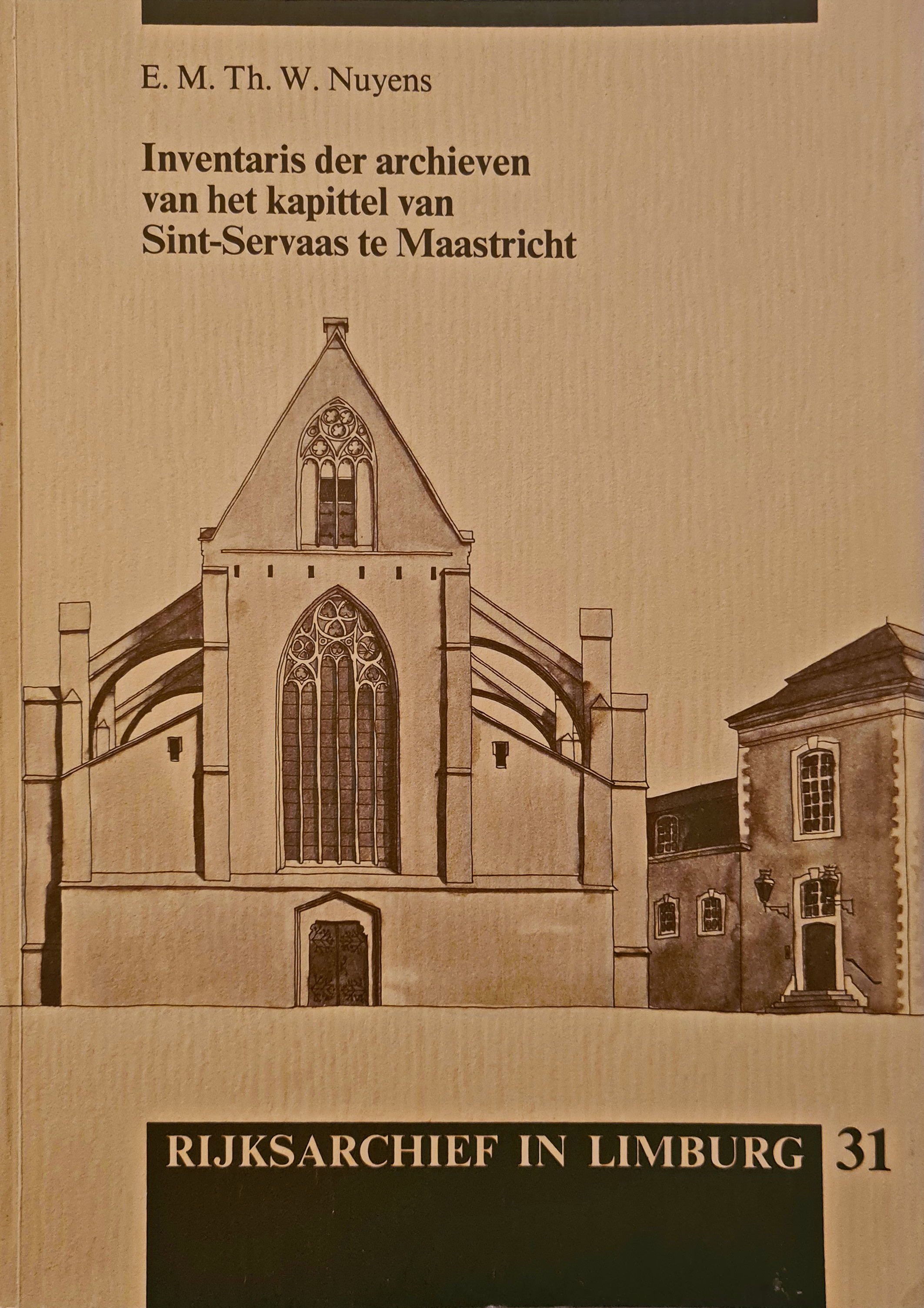
Omslag Inventaris der archieven van het kapittel van Sint Servaas te Maastricht (1984)